# Jakob Stucki

Jakob Stucki

Jakob Stücki (Seuzach, 10 juli 1924 - Winterthur, 17 maart 2006) was een Zwitsers politicus voor de Partij van Boeren, Middenstanders en Burgers (BGB/PAB) en later voor diens opvolger de Zwitserse Volkspartij (SVP) uit het kanton Zürich.

## Biografie
Jakob Stücki was lid van de Regeringsraad van het kanton Zürich. Van 1 mei 1974 tot 30 april 1975, van 1 mei 1980 tot 30 april 1981 en van 1 mei 1986 tot 30 april 1987 was hij voorzitter van de Regeringsraad (regeringsleider) van het kanton Zürich.
Hij zetelde tevens in de Kantonsraad.
Hij overleed op 17 maart 2006.